# Joel Milburn
Pour les articles homonymes, voir Milburn (homonymie).
Joel Milburn (né le 17 mars 1986 à Sydney) est un athlète australien, spécialiste du 400 m.
Son meilleur temps est de 44 s 80 obtenu aux Jeux olympiques à Pékin. L'année suivante, il s'est qualifié pour les demi-finales des Championnats du monde à Berlin. En 2010, il remporte le titre du relais 4 × 400 m lors des Jeux du Commonwealth de 2010 à New Delhi.